# 文晶瑩
文晶瑩（英文：Phoebe Man Ching-ying），是一位概念藝術家、多媒體藝術工作者、獨立策展人及藝術評論員。其作品曾在多個本地及海外的藝術展覽展出，包括威尼斯雙年展、上海雙年展、光州雙年展和歐洲媒體藝術節，亦被輯錄於《Asian Art》、《The Art of Modern China》及《Hong Kong Eye: Hong Kong Contemporary Art》等。文晶瑩的多個作品觸及性暴力、月經、身體等議題，亦專注於社會交往式藝術的研究，透過社群參與強調與觀眾的共同創作。

## 簡歷
文晶瑩1969年出生於香港，在1987年至1991年就讀香港中文大學藝術系。2000年她於三藩市藝術學院主修新流派並獲得藝術碩士學位，2012年獲得墨爾本皇家理工學院藝術博士學位。

## 工作
文晶瑩為香港城市大學創意媒體學院副教授，亦曾擔任香港藝術發展局的藝術顧問及撥款審批員。
於中文大學藝術系本科畢業後，文晶瑩曾於《信報》撰寫文化專欄，及後在1992至1994年間為《信報》的文化記者。1994至1998年間於香港大學建築系擔任助理。

文晶瑩的多媒體作品探討藝術史與觀眾間的關係，並透過雕塑、裝置、表演藝術、錄像及網絡等不同媒介作跨領域的實踐。儘管其大部分作品均存在女性主義角度的詮釋，但文晶瑩指其藝術創作以自身的探索、經歷及表達出發，既有其香港人身份成份，亦有關於其女性身份的部分。她不傾向自稱為女性主義藝術家。
文晶瑩亦參與策展工作，組織展覽推廣香港藝術，曾任香港亞洲實驗錄像節的總監，擔任過多個本地及國際實驗錄像活動的客席策展人，並為Para Site藝術空間的共同創辦人。

## 獎項及成就
文晶瑩2001年的錄像作品《慧慧》獲得香港獨立短片及影像媒體比賽的公開組優異獎，並受邀在巴西、法國、挪威、荷蘭和德國等30多個藝術節及活動中展出。1998年她獲得亞洲文化協會的獎學金及香港藝術館市政局藝術獎。文晶瑩的工作項目獲得大學教育資助委員會及香港藝術發展局的多次資助。

## 作品（部分）
| 名稱           | 年份 | 備註                         |
| -------------- | ---- | ---------------------------- |
| A              | 2018 | 擴增實境公共藝術計劃委約作品 |
| 你好嗎         | 2018 | 擴增實境公共藝術計劃委約作品 |
| 生日蛋糕       | 2015 | [ 22 ]                       |
| 愛國愛港厚多士 | 2015 | [ 23 ]                       |
| 一坪金磚       | 2015 | [ 24 ]                       |
| 食咗我隻居？   | 2015 | [ 25 ]                       |
| 如果我是       | 2015 | [ 26 ]                       |
| 一人一心       | 2014 | [ 27 ]                       |
| 触月           | 2014 | [ 28 ] [ 29 ]                |
| 家宅平安       | 2012 | [ 30 ]                       |
| 重寫歷史       | 2010 | [ 31 ]                       |
| 洗光           | 2003 | [ 32 ]                       |
| 慧慧           | 2001 | [ 33 ]                       |
| 橙色           | 1997 | [ 34 ]                       |
| 她們成長的禮物 | 1996 | [ 35 ]                       |
| 美麗的花兒     | 1996 | [ 36 ]                       |
| 米床           | 1994 | [ 37 ]                       |
| 魚麵           | 1994 | [ 38 ]                       |

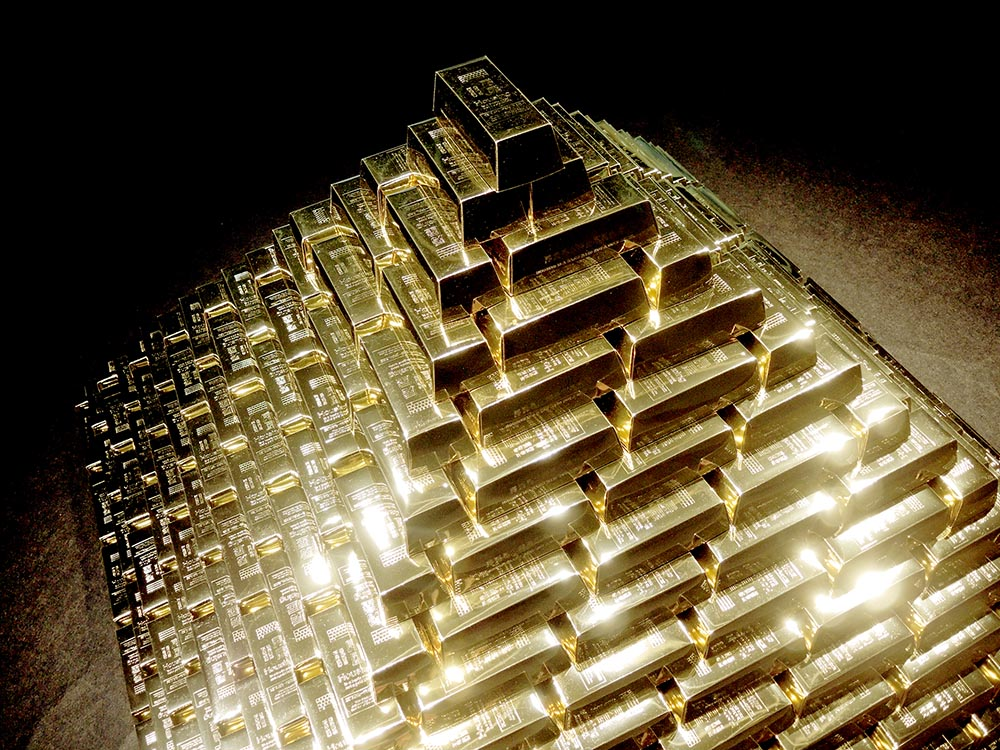
一坪金磚（2015） 圍繞香港及台灣住屋議題的作品，象徵有如奴隸制度的房屋制度。
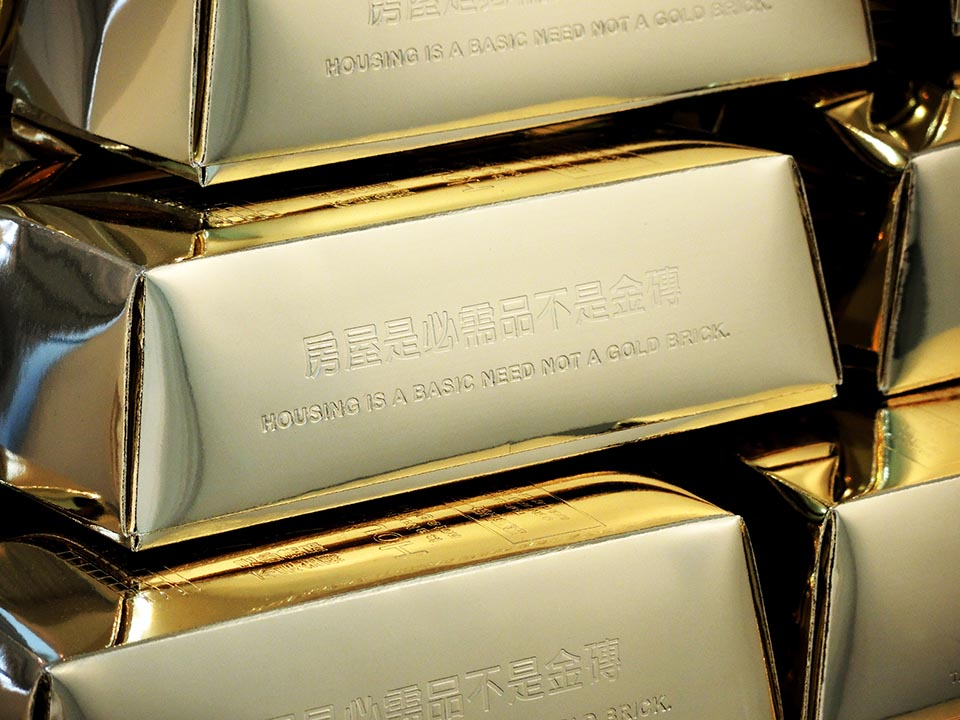
一坪金磚（2015）文晶瑩認為「住屋是必需品不是金磚」，「金磚」內放有一袋米，於展覽結束時分發予觀眾，突顯「人人應有屋住」的觀點。
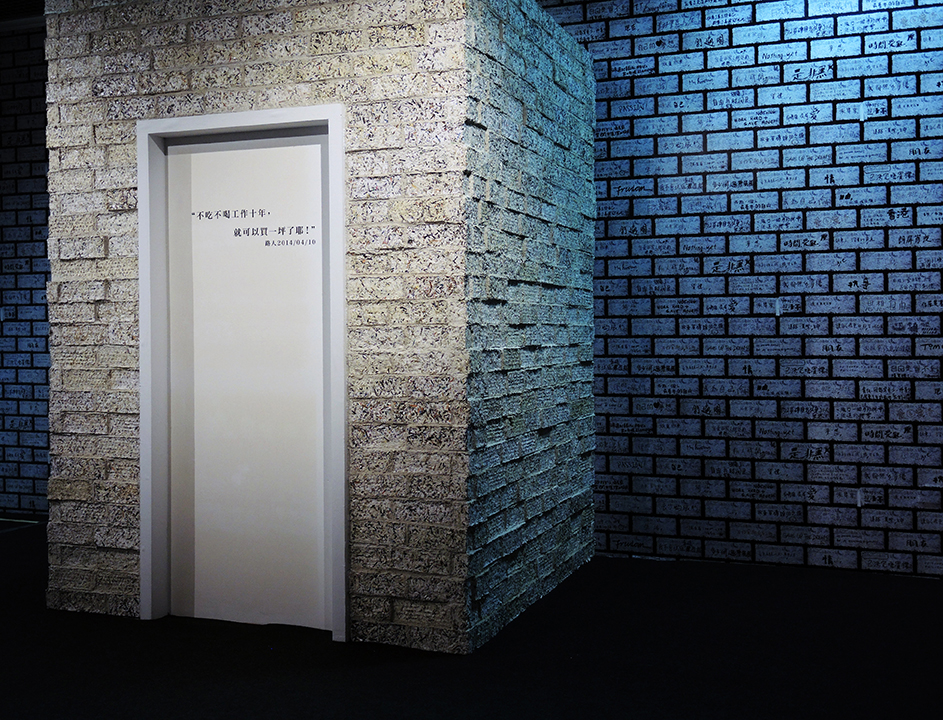
食咗我隻居（2015） 圍繞香港及台灣的樓價所致的生活問題
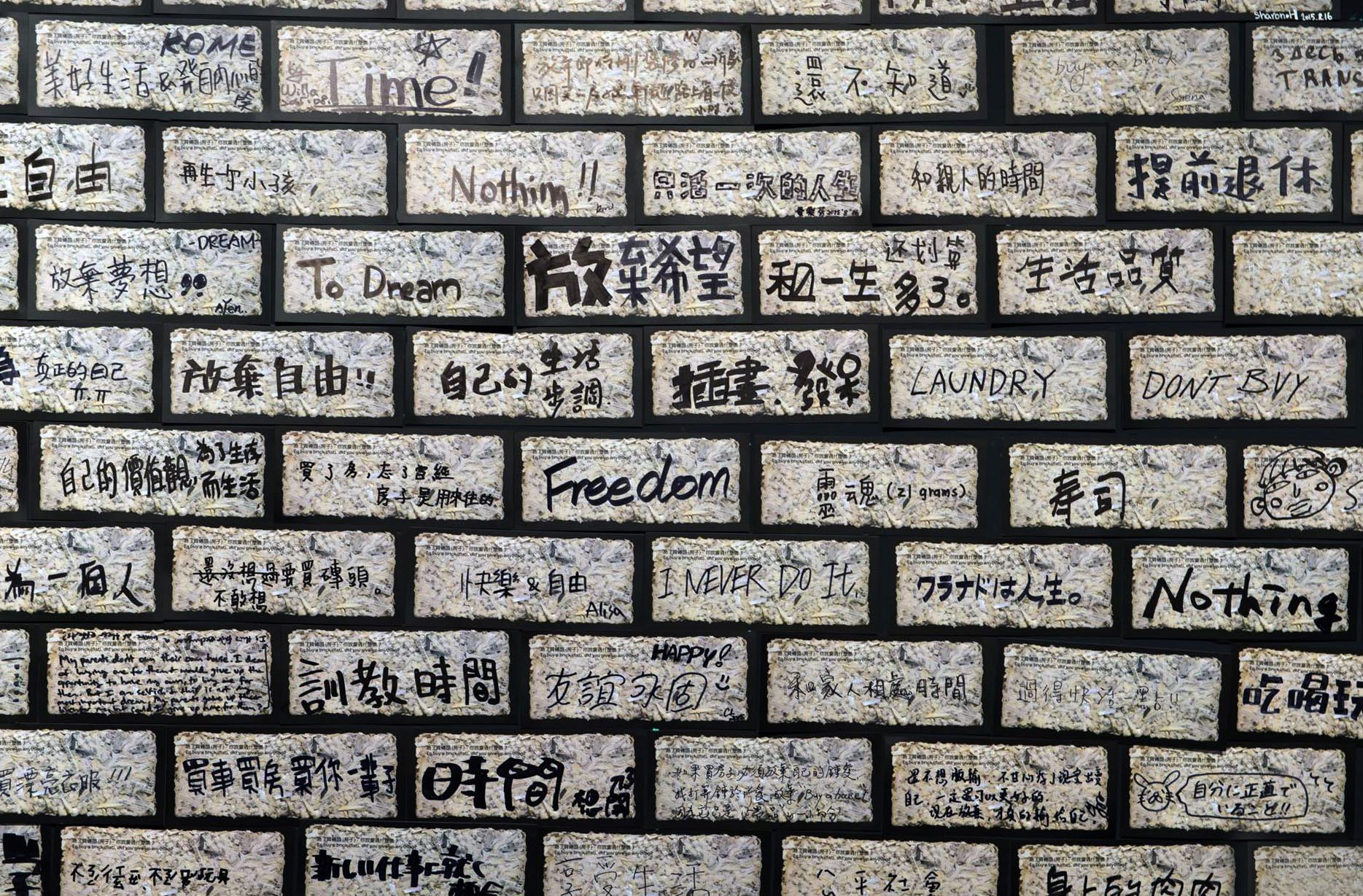
食咗我隻居（2015） 作品邀請觀眾參與，回應問題「為了買磚頭（房子），你放棄過什麽嗎？」並將回應砌成一幅 「磚牆」。
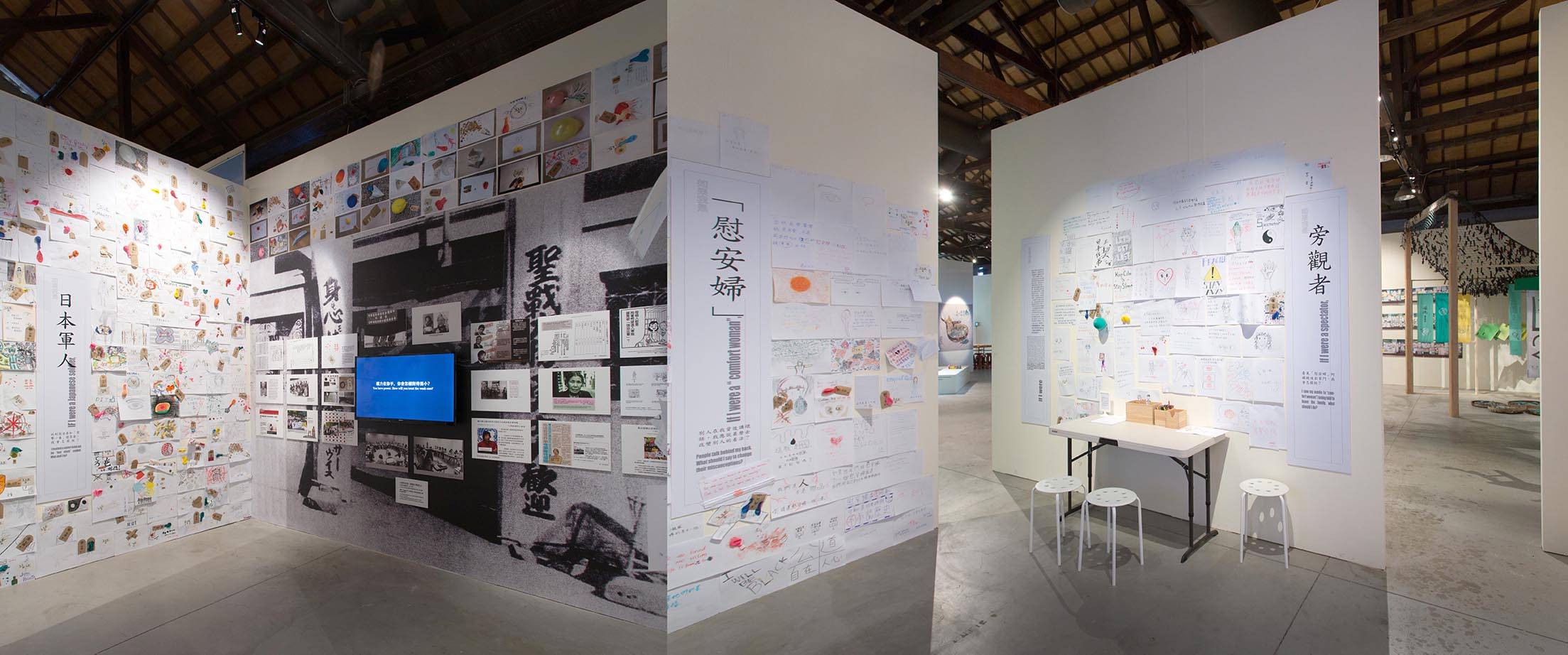
如果我是（2014） 關於衝突中的性暴力的作品，當中觀眾參與部分涉及戰爭或衝突中同理心的討論。
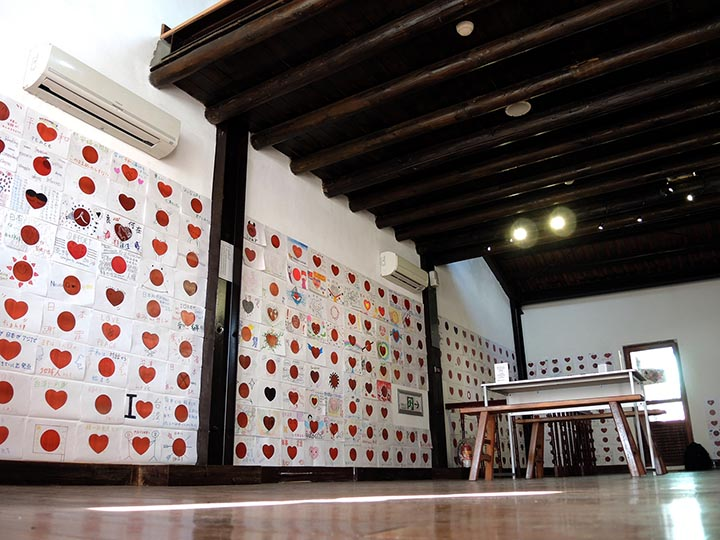
一人一心 （2014） 關於二戰期間慰安婦事件的創作，於台北阿嬤家展出
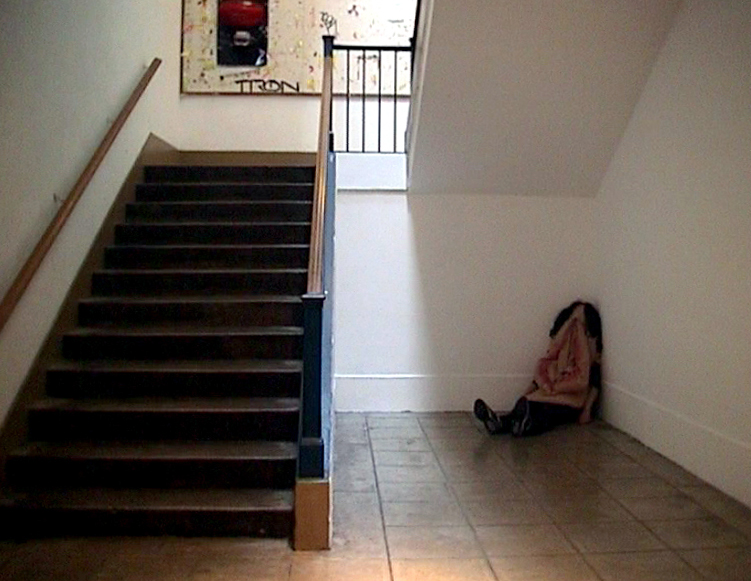
慧慧 （2001） 文晶瑩以錄像回應網絡聊天室中經常地展現並想對方展示身體的部分，尤其是性器官的現象。片段中的慧慧是一個陰道人，概念源自「女人是否是否只是一堆肉」一問題。
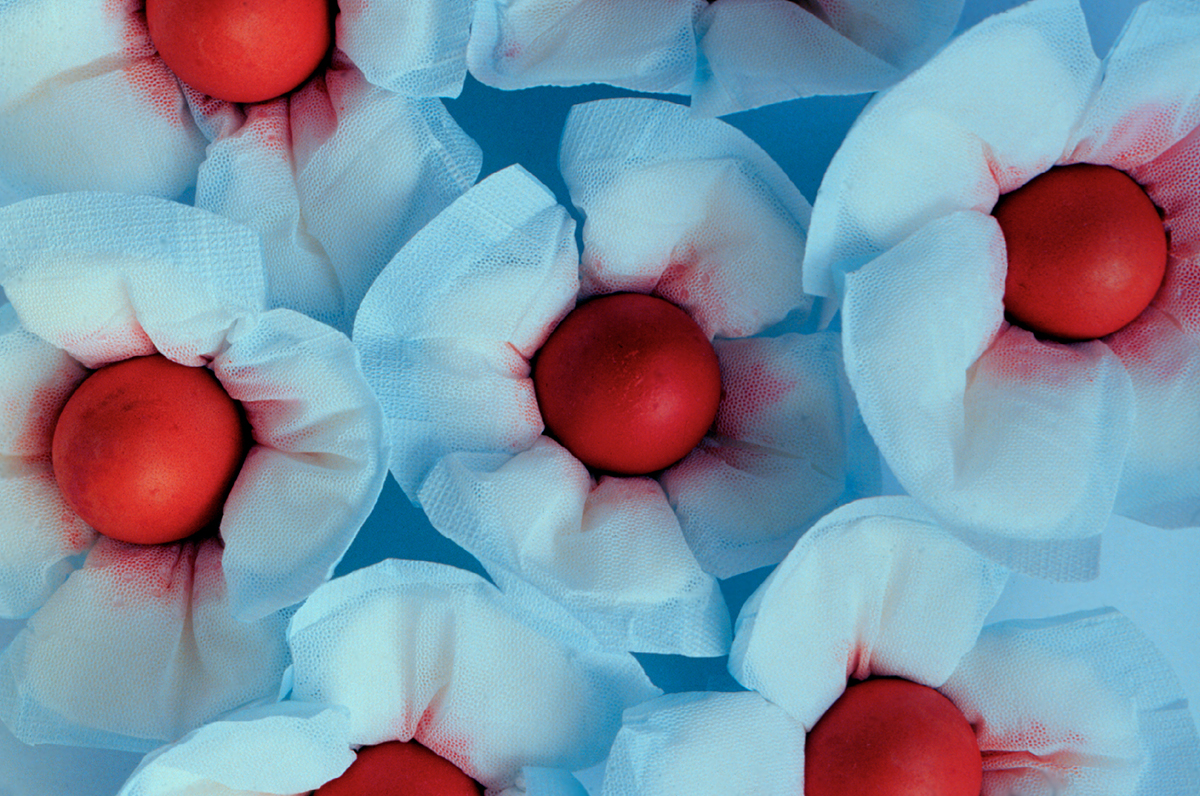
她們成長的禮物 1 （1996）作品圍繞女性的負擔－月經及懷孕